# Avon (Connecticut)
Avon es un pueblo ubicado en el condado de Hartford en el estado estadounidense de Connecticut. En el año 2005 tenía una población de 17.209 habitantes y una densidad poblacional de 288 personas por km².

## Geografía
Avon se encuentra ubicada en las coordenadas 41°47′40″N 72°51′28″O / 41.79444, -72.85778.

## Demografía
Según la Oficina del Censo en 2000 los ingresos medios por hogar en la localidad eran de $90,934, y los ingresos medios por familia eran $109,161. Los hombres tenían unos ingresos medios de $76,882 frente a los $44,848 para las mujeres. La renta per cápita para la localidad era de $51,706. Alrededor del 1.7% de la población estaban por debajo del umbral de pobreza.